# Saint-Hilaire-le-Grand
Saint-Hilaire-le-Grand è un comune francese di 357 abitanti situato nel dipartimento della Marna nella regione del Grand Est.

## Società

### Evoluzione demografica
Abitanti censiti